# Episodi di Great Teacher Onizuka (prima stagione)
La prima stagione della serie live action Great Teacher Onizuka, ispirata all'omonimo manga e al remake del precedente adattamento di questo del 1998, è stata trasmessa in Giappone su Fuji TV dal 3 luglio all'11 settembre 2012.
In Italia è inedita.
| Nº | Titolo italiano Giapponese 「Kanji」 - Rōmaji | In onda           | In onda |
| Nº | Titolo italiano Giapponese 「Kanji」 - Rōmaji | Giapponese        |         |
| 1  | La nascita di un insegnante straordinario! Gli studenti sono miei amici 「最強の教師誕生!生徒はダチだ」 - Saikyō no kyōshi tanjō! Seito wa dachi da | 3 luglio 2012     |         |
| 2  | L'inizio dell'allontanamento dell'insegnante privato della classe 2-4! Onizuka VS la pericolosa ragazza che marina la scuola 「2年4組担任外し始動!鬼塚VS危ない不登校女子」 - 2-nen 4-kumi tan'nin hazushi shidō! Onizuka VS abunai futokō joshi                          | 10 luglio 2012    |         |
| 3  | Trappola d'amore estremo! Onizuka urla la verità sull'amore! 「過激な恋の罠!鬼塚が真実愛を絶叫!」 - Kagekina koi no wana! Onizuka ga shinjitsu ai o zekkyō! | 17 luglio 2012    |         |
| 4  | La ragazza goffa riceve una lezione travolgente da Onizuka! Non rinunciare ai tuoi sogni 「鬼塚がドジ娘に熱血指導!夢を諦めるな」 - Onizuka ga doji musume ni nekketsu shidō! Yume o akirameru na                                                                         | 24 luglio 2012    |         |
| 5  | La storia più scioccante di sempre in GTO! L'esplosione di rabbia di Onizuka! Salvarlo dagli abusi del padre! 「GTO一番の衝撃話!鬼塚怒り爆発!虐待親から涙の救出だ!」 - GTO ichiban no shōgeki-banashi! Onizuka ikari bakuhatsu! Gyakutai oya kara namida no kyūshutsuda! | 31 luglio 2012    |         |
| 6  | Sfogo al campo estivo di Onizuka! Studentesse VS insegnante inesperta 「鬼塚夏合宿で勃発!女生徒VS新米女教師」 - Onizuka natsu gasshuku de boppatsu! On'na seito VS shinmai jokyōshi                                                                                      | 7 agosto 2012     |         |
| 7  | Onizuka disperato! Salvare la ragazza genio col QI di 200! 「鬼塚命がけ!IQ200天才少女を救え!」 - Onizuka inochigake! IQ 200 tensai shōjo o sukue! | 14 agosto 2012    |         |
| 8  | Finalmente il mistero dell'allontanamento dell'insegnante privata... Onizuka abbandona la ragazza fuori controllo!? 「担任外しの謎が遂に…暴走する少女に鬼塚も降参!?」 - Tan'nin hazushi no nazo ga tsuini… bōsō suru shōjo ni Onizuka mo kōsan!?                         | 21 agosto 2012    |         |
| 9  | L'ultima lezione... si scopre la verità sull'allontanamento dell'insegnante privata. La salveremo! Insieme!! 「最後の授業…担任外し真相へ。アイツを救う!皆で!!」 - Saigo no jugyō… tan'nin hazushi shinsō e. Aitsu o sukuu! Mina de!!                                     | 28 agosto 2012    |         |
| 10 | La cospirazione del nuovo preside... Proteggere scuola e studenti! 「新校長の陰謀…学苑と生徒を守れ!」 - Shin kōchō no inbō… Gakuen to seito o mamore! | 4 settembre 2012  |         |
| 11 | Addio Onizuka... tutti gli studenti in lacrime! L'ultima lezione Great! 「さらば鬼塚…生徒全員が涙!最後のグレート授業!」 - Saraba Onizuka… seito zen'in ga namida! Saigo no great (gurēto) jugyō!                                                                         | 11 settembre 2012 |         |